# Ausàs (Alta Garona)
Ausàs (francès Auzas) és un municipi occità de Comenge, a Gascunya, situat en el departament francès de l'Alta Garona, a la regió d'Occitània.